# Annesorhiza
Annesorhiza es un género de plantas  pertenecientes a la familia  Apiaceae. Comprende 36 especies descritas y de estas, solo 14 aceptadas. Es originario del sur de África.

## Taxonomía
El género fue descrito por Cham. & Schltdl. y publicado en Linnaea 1: 398. 1826. La especie tipo es: Annesorhiza capensis Cham. & Schltdl. 	

## Especies
A continuación se brinda un listado de las especies del género Annesorhiza aceptadas hasta julio de 2013, ordenadas alfabéticamente. Para cada una se indica el nombre binomial seguido del autor, abreviado según las convenciones y usos.
- Annesorhiza altiscapa Schltr. ex H.Wolff
- Annesorhiza burtii B.-E.van Wyk
- Annesorhiza caffra (Meisn.) Benth. & Hook. f.
- Annesorhiza fibrosa B.-E.van Wyk
- Annesorhiza flagellifolia Burtt Davy
- Annesorhiza grandiflora (Thunb.) M.Hiroe
- Annesorhiza lateriflora (Eckl. & Zeyh.) B.-E.van Wyk
- Annesorhiza latifolia Adamson
- Annesorhiza macrocarpa Eckl. & Zeyh.
- Annesorhiza nuda (Aiton) B.L.Burtt
- Annesorhiza schlechteri H.Wolff
- Annesorhiza thunbergii B.L.Burtt
- Annesorhiza villosa (Thunb.) Sond.
- Annesorhiza wilmsii H.Wolff